# تشارلز إتش. سوندرز
تشارلز إتش. سوندرز هو سياسي أمريكي، ولد في 10 نوفمبر 1821 في كامبريدج في الولايات المتحدة، وتوفي بنفس المكان في 5 ديسمبر 1901.